# Mono (langue uto-aztèque)
Pour les articles homonymes, voir Mono.
Le mono est une langue uto-aztèque de la branche des langues numiques parlée aux États-Unis, en Californie dans la Sierra Nevada.
La langue est quasiment éteinte.

## Variétés
Deux dialectes constituent le mono :
- À l'Ouest de la Sierra Nevada, le mono occidental, aussi appelé monachi.
- À l'Est de la Sierra Nevada, le mono oriental, connu sous le nom de paiute d'Owens Valley.

## Phonologie
Les tableaux présentent les phonèmes du monachi:

### Voyelles
|         | Antérieure    | Centrale      | Postérieure   |
| ------- | ------------- | ------------- | ------------- |
| Fermée  | i [i] iː [iː] | ɨ [ɨ] ɨː [ɨː] | u [u] uː [uː] |
| Moyenne |               |               | o [o] oː [oː] |
| Ouverte |               | a [a] aː [aː] |               |

### Consonnes
|               |               | Bilabiale | Dentale       | Palatale | Vélaire       | Glottale |
| ------------- | ------------- | --------- | ------------- | -------- | ------------- | -------- |
| Occlusives    | Sourdes       | p [p]     | t [t]         |          | k [k] kw [kʷ] | ʔ [ʔ]    |
| Occlusives    | Sonores       | b [β]     |               |          | g [ɣ] gw [ɣʷ] |          |
| Fricatives    | Fricatives    |           | s [s] z [z]   |          |               | h [h]    |
| Affriquées    | Affriquées    |           | c [t͡s] ʒ [d͡z] |          |               |          |
| Nasales       | Nasales       | m [m]     | n [n]         |          | ng [ŋ]        |          |
| Liquides      | Liquides      |           | d [r]         |          |               |          |
| Semi-voyelles | Semi-voyelles | w [w]     |               | y [j]    |               |          |